# Fernando Vázquez Pena
Fernando Vázquez Pena (Castrofeito, La Coruña, 24 de octubre de 1953) es un entrenador de fútbol español. Actualmente está sin equipo.

## Biografía
Hijo de familia numerosa; profesor de inglés en Noya y Arzúa (La Coruña), empezó a colaborar en las escuelas deportivas de fútbol y después, como entrenador profesional, subió con el CD Lalín desde regional hasta Segunda B. Entrenó diversos equipos. Destacan, como mayores logros, los ascensos del Lalín, el subcampeonato de invierno con el Compostela (95-96), el ascenso con el Celta de Vigo en la temporada 2004-05 y conseguir clasificarlo para la Copa de la UEFA en la siguiente campaña (2005-06). Es uno de los entrenadores de la Selección de fútbol de Galicia, junto con Arsenio Iglesias.
Fernando Vázquez Pena es uno de los entrenadores más atípicos que ha tenido la Liga española de fútbol. Los inicios como técnico tuvieron lugar en la localidad pontevedresa de Lalín. Allí era un joven anónimo, licenciado en Filología Germánica y profesor de inglés en Bachillerato. También lo fue en el municipio coruñés de Mellid. 
CD Lalín y Racing de Ferrol
Vázquez Pena comenzó colaborando con la escuela de fútbol de Lalín. En 1986 se le dio la oportunidad de dirigir al CD Lalín y lo ascendió desde categoría regional hasta Segunda División B. El admirador de Arrigo Sacchi permaneció allí hasta 1991, cuando se hizo cargo del Racing de Ferrol en Tercera División de nuevo y maravilló a los aficionados con una revolución basada en descarados conceptos tácticos. En junio de 1992 logra el ascenso a Segunda División B tras superar con comodidad a la Cultural Leonesa (6-0) en el estadio Manuel Rivera.
CD Lugo y SD Compostela
Tras una temporada en el Lugo (1994-95), el polémico José María Caneda sorprendió con su contratación para entrenar al Compostela en Primera División. El equipo compostelano terminó la primera vuelta como subcampeón de invierno. El colchón que le otorgaba el buen arranque compensó más tarde una segunda vuelta en la que el equipo perdió fuelle y terminó 10.º. Fue el propio Caneda quien provocó su marcha en marzo de 1998. Tras varias tiranteces y amenazas de salir por parte de ‘El Profe’, fue el presidente quien terminó por cesarle. Después, los santiagueses descendieron.
Real Oviedo
En 1998, recaló en el Real Oviedo, donde también empezó con la fuerza característica de sus primeras vueltas, aunque terminó decimocuarto. Quiso renovar y contaba con el apoyo de gran parte de la hinchada azul, pero el club no estaba por la labor.
RCD Mallorca
Tras la aventura asturiana, en septiembre de 1999 cogió las riendas del RCD Mallorca. El equipo bermellón quedó décimo en la Liga y eliminó a AS Mónaco y Ajax de Ámsterdam en Copa de la UEFA. Pero si algo hizo bien el coruñés en su etapa balear fue descubrir talentos como Diego Tristán, Álvaro Novo, Dani Güiza o Samuel Eto'o. El técnico luchó por la contratación del camerunés a pesar de que, según su versión, los mismos que se colgaron las medallas fueron quienes se negaron en redondo. También se le recuerda por ganar 0-3 en el Camp Nou al FC Barcelona dirigido por Louis van Gaal y que contaba con jugadores de la talla de Luis Figo, Patrick Kluivert o Rivaldo. Al finalizar la temporada, tenía un acuerdo verbal con Mateu Alemany para renovar por un año más, pero este último al final decidió no renovar al técnico gallego para relevarle por Luis Aragonés.
Real Betis
Su siguiente paradero fue el Real Betis Balompié, en el que no se entendió con Manuel Ruiz de Lopera, quien, según Vázquez, le prometió que continuarían las figuras como Alfonso o Finidi George a pesar de haber descendido. No fue así y tuvo que crear un equipo en el que volvió a destacar como promotor de talentos: Joaquín, Arzu, Jesús Capitán (Capi) o Varela fueron algunos de jugadores que subió cuando pocos los conocían. Fue despedido antes de terminar la temporada, a pesar de ocupar plazas de ascenso.
UD Las Palmas
En 2001, continuó su trayectoria en la UD Las Palmas, donde hizo debutar a un joven Rubén Castro. De su mano, el equipo canario, con serios problemas institucionales, descendió. En declaraciones a El País, Fernando Vázquez se mostraba contundente (diciembre de 2002): “Descendimos en el último partido e intentaron renovarme. Algo bueno haría. ¿Qué entrenador no ha descendido a un equipo? ¿Y yo, por hacerlo, soy una mierda? No hay derecho a que ésa sea la percepción que se tiene de mí. Lo que pasa es que yo no soy nadie. Soy Fernando Vázquez, vengo de una aldea… Mi forma de trabajar, mi apuesta por los jóvenes, es muy peligrosa. Si es por los futbolistas que he sacado, soy el número uno de España”.
Rayo Vallecano
Tras desvincularse del club amarillo, pasó a hacerse cargo del Rayo Vallecano, que sumó a su condición de modesto algunas disputas dentro del vestuario, propiciadas por la competencia entre jóvenes y veteranos. Cuando se le destituyó a mediados de temporada, el equipo estaba a dos puntos de la permanencia; al terminar la campaña, fue el ‘farolillo rojo’ de la Liga 2002-03 con diferencia.
Real Valladolid
En 2003 firmó por el Real Valladolid, pero le destituyeron a finales de temporada, cuando los pucelanos aún no habían caído en descenso. Los blanquivioletas perdieron la categoría ese año.
Celta de Vigo
Su siguiente etapa en el fútbol profesional tuvo lugar en su Galicia natal, de la mano del Celta. Ascendió al conjunto celeste en su primera temporada, lo clasificó para la UEFA al terminar 6º en la Liga 2005-06 y, en su tercera y última temporada, empezó a ser cuestionado cuando empataba a puntos con el cuarto clasificado y terminó siendo cesado en la jornada 29, cuando el equipo ocupaba puestos de descenso. Además de su fuerte personalidad, a los ‘celtiñas’ les molestaba la suplencia de un ídolo como Gustavo López.[cita requerida]
RC Deportivo
El 11 de febrero de 2013, tras la dimisión de Domingos Paciência como entrenador del Real Club Deportivo de La Coruña, Vázquez fue llamado por Augusto César Lendoiro, por lo que volvía a un banquillo de Primera División siete años después. El 23 de febrero de 2013, debutó con el Real Club Deportivo de La Coruña contra el Real Madrid. El maestro volvió a impresionar al fútbol español y con una magistral técnica puso contra las cuerdas al Real Madrid de José Mourinho, que terminó venciendo por 1-2 en los últimos minutos tras remontar un marcador adverso. También plantó cara al FC Barcelona, que pese a terminar ganando por 2-0 estuvo gran parte del partido con cierta incertidumbre en el marcador. Tras comenzar la "era Vázquez" con tres derrotas y un empate, el conjunto gallego enlazó cuatro victorias consecutivas frente a Celta de Vigo, Mallorca, Real Zaragoza y Levante que le permitieron salir de puestos de descenso. Pero finalmente no pudo evitar el descenso al perder en la última jornada por 0-1 ante la Real Sociedad. Con este, Vázquez se convirtió en el técnico de la Liga española que más descensos ha sufrido (7).
A pesar de no poder mantener la categoría, el club gallego confió en Vázquez para volver a Primera, renovando su contrato por dos temporadas más una tercera condicionada al ascenso del equipo en este periodo. En la primera temporada de vuelta a la Segunda División, el equipo de Vázquez comienza logrando buenos resultados como visitante pero con problemas en sus partidos como local, aunque posteriormente mejoró y consiguió ser campeón de invierno. Finalmente, obtuvo el ascenso matemático a la máxima categoría el 31 de mayo de 2014, al ganar por 1-0 al Real Jaén en la penúltima jornada. Pese a este éxito, que supuso su renovación automática, Vázquez no continuó en el banquillo de Riazor, pues fue despedido en pretemporada por el club, que alegó "falta de confianza" en el preparador gallego tras unas declaraciones en un campus organizado por Pablo Insua y Diego Quintela donde cuestionó la política de fichajes del club, que estaba en manos del consejero deportivo Fernando Vidal y la secretaría técnica que dirigen Ernesto Bello y Richard Barral con el apoyo de David Sánchez-Marín. Estas fueron las declaraciones:

"La opción uno podía ser la bomba, pero vamos siempre a la opción cinco, seis o siete. Nunca conseguimos de verdad lo que nos proponemos y eso es un problema. Está claro que este año tenemos una cantidad de dinero decente para gastar; no es como el año pasado, que teníamos que ir por las puertas pidiendo".

Tras su destitución afirmó:

"Estoy asombrado, es como si robas un chorizo y te meten 50 años de cárcel. El cese no se entiende y sospecho que puede haber otro tipo de circunstancias [...] Es la verdad, porque solo te pueden traicionar aquellos que crees tus amigos, los que no lo son te fallan, pero los amigos te traicionan. Cuando me lo han dicho he sentido una sensación de que algo se me estaba clavando. ¿En qué falle yo?. Que me digan en qué falló Fernando Vázquez como profesional. ¿Qué he hecho mal, ser barato? Me están robando algo que gané deportivamente. Me echan por unas palabras mal interpretadas. Pensaba que me iban a escuchar, pero el consejo de administración tenía la decisión tomada".

Vázquez fue destituido por unas declaraciones en las que comentó la dificultad del Deportivo para realizar fichajes, explicó que su intención «simplemente» era «explicar coloquialmente cómo funciona» el mercado de fichajes para la mayoría de clubes.
RCD Mallorca
El 18 de enero de 2016, se puso nuevamente al mando del Real Club Deportivo Mallorca, esta vez en Segunda División. Su objetivo inmediato era salvar la categoría esta temporada y tratar de luchar por el ascenso en la siguiente temporada. Debutó el 23 de enero de 2016, con victoria 1-0 frente al Alcorcón. Finalmente consiguió la salvación en la última jornada al ganar 1-3 al Real Valladolid en el Estadio José Zorrilla y también gracias al empate de la UD Almería y a la derrota de la Ponferradina.
El 6 de diciembre de 2016, fue cesado como técnico del conjunto balear tras perder dos partidos consecutivos, quedando en 17.º puesto tras 17 jornadas de Liga.
RC Deportivo
El 29 de diciembre de 2019, inició su segunda etapa al frente del Real Club Deportivo de La Coruña. A pesar de que mejoró los resultados del equipo gallego, no pudo evitar el descenso a Segunda División B.
El 11 de enero de 2021, fue destituido, tras sumar el equipo dos derrotas consecutivas en liga, la primera de ellas en Riazor contra el Celta B, que lo dejaban a cinco puntos del líder del subgrupo A del grupo 1 de Segunda División B pero en fase de ascenso.

## Clubes
| Club                             | País   | Año       | P   | PG | PE | PP | % v.  |
| -------------------------------- | ------ | --------- | --- | -- | -- | -- | ----- |
| Club Deportivo Lalín             | España | 1986-1991 | 208 | 87 | 55 | 66 | 41.83 |
| Racing Club de Ferrol            | España | 1991-1993 | 110 | 51 | 27 | 32 | 46.36 |
| Club Deportivo Lugo              | España | 1994-1995 | 44  | 17 | 9  | 18 | 38.64 |
| Sociedad Deportiva Compostela    | España | 1995-1998 | 127 | 41 | 35 | 51 | 32.28 |
| Real Oviedo                      | España | 1998-1999 | 40  | 11 | 12 | 17 | 27.5  |
| Real Club Deportivo Mallorca     | España | 1999-2000 | 48  | 20 | 11 | 17 | 41.67 |
| Real Betis Balompié              | España | 2000-2001 | 30  | 13 | 10 | 7  | 43.33 |
| Unión Deportiva Las Palmas       | España | 2001-2002 | 40  | 10 | 13 | 17 | 25    |
| Rayo Vallecano de Madrid         | España | 2002-2003 | 19  | 5  | 3  | 11 | 26.32 |
| Real Valladolid Club de Fútbol   | España | 2003-2004 | 38  | 11 | 12 | 15 | 28.95 |
| Real Club Celta de Vigo          | España | 2004-2007 | 126 | 54 | 29 | 43 | 42.86 |
| Selección de fútbol de Galicia   | España | 2005-2013 | 8   | 6  | 2  | 0  | 75    |
| Real Club Deportivo de La Coruña | España | 2013-2014 | 59  | 25 | 16 | 18 | 42.37 |
| Real Club Deportivo Mallorca     | España | 2016      | 40  | 13 | 12 | 15 | 32.5  |
| Real Club Deportivo de La Coruña | España | 2019-2021 | 33  | 15 | 9  | 9  | 45.45 |